# Astomi

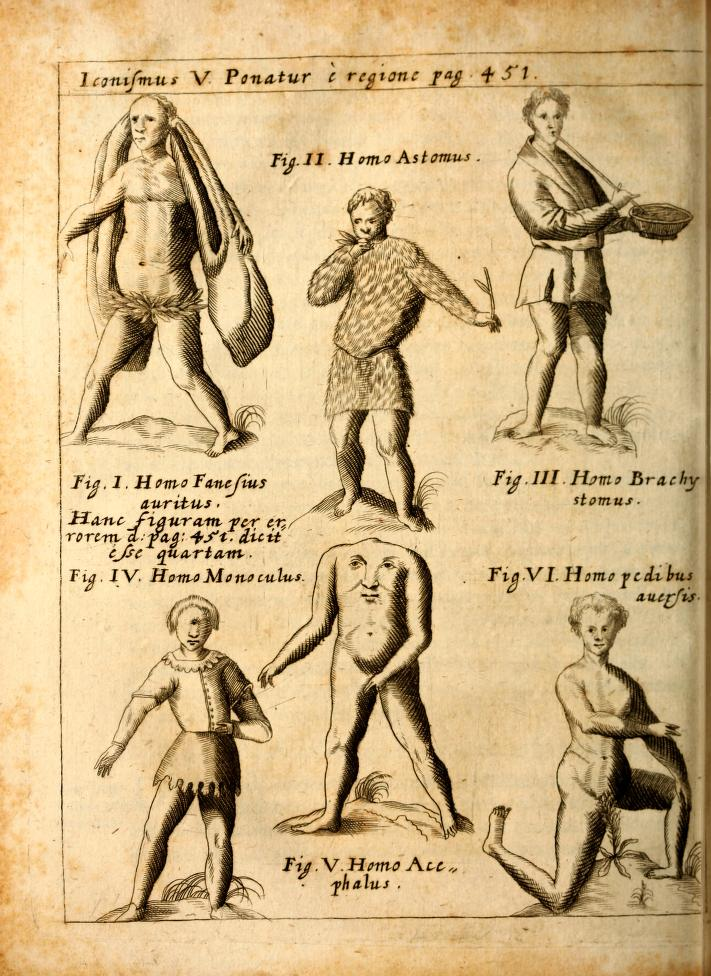
Homo Astomus und Homo Brachystomus in der Physica curiosa (1662) des Caspar Schott

Die Astomi (oder Astomoi; von altgriechisch α-στόμα „Mund-los“) sind eines der sogenannten Wundervölker der Antike und des Mittelalters.  Die Astomi sind, wie ihr Name schon sagt, Menschen ohne Mund. Sie sind wahrscheinlich über die indische Mythologie in die Literatur der westlichen Welt gelangt.

## Beschreibung
Plinius der Ältere beschreibt 77 n. Chr. in seinem Werk Naturalis historia („Naturgeschichte“) die Astomi. Er erwähnt sie im Buch VII, das von der Anthropologie handelt:

“Megasthenes gentem inter Nomadas Indos narium loco foramina tantum habentem, anguium modo loripedem, vocari Sciratas. ad extremos fines Indiae ab oriente circa fontem Gangis Astomorum gentem sine ore, corpore toto hirtam vestiri frondium lanugine, halitu tantum viventem et odore, quem naribus trahant. nullum illis cibum nullumque potum, radicum tantum florumque varios odores et silvestrium malorum, quae secum portant longiore itinere, ne desit olfactus; graviore paulo odore haut difficulter exanimari.”

Das Siedlungsgebiet der Astomi liegt laut Plinius an den Quellen des Flusses Ganges in Indien. Ihre Körper sind vollständig behaart. Sie bedecken sie mit dem Laub der Bäume. Die Astomi brauchen keine Nahrung. Auch trinken sie nicht. Die Astomi ernähren sich ausschließlich durch den Geruch von Blumen, Wurzeln und Früchten, den sie über ihre Nasen einatmen. Wenn sie auf weite Reisen gehen, nehmen sie laut Plinius wilde Äpfel mit, mit deren Geruch sie sich begnügen.
Plinius erwähnt Megasthenes, der in seiner Indika schreibt, dass man sie leicht mit einem strengen Geruch töten kann. Bei Megasthenes (zitiert nach Strabon) sind die Astomi zahm (ἡμεροι). Sie leben vom Geruch geräucherten Fleisches sowie dem Duft der Früchte und Blumen.
Die Astomi werden auch bei Solinus und Aulus Gellius erwähnt.
Bei Jehan de Mandeville leben die Astomi auf der kleinen Insel Pitan. Sie sind klein vom Wuchs „aber nicht kleiner als die Pygmäen“. Wenn sie weite Reisen unternehmen, leben sie vom Geruch der Äpfel. Sie tragen sie bei sich, weil sie ansonsten sterben.